# Caecum mirificum
Caecum mirificum is een slakkensoort uit de familie van de Caecidae. De wetenschappelijke naam van de soort is voor het eerst geldig gepubliceerd in 1867 door de Folin.